# Licurgo (orador)
Licurgo (en griego antiguo Λυκοῦργος, Lukoúrgos; 396 a. C.–323 a. C.) fue un orador ático que nació en Atenas alrededor del 396 a. C., y que fue hijo de Licofrón, quien perteneció a la aristocrática familia sacerdotal de los Eteobutadas. No debe confundirse con el legislador espartano, del mismo nombre.

## Biografía
En la escena política, jugó un papel tras la derrota ateniense en la Batalla de Queronea (338 a. C.) frente al ejército del rey macedonio Filipo II. Tenía entonces 52 años, y se ignora lo que hizo antes de esta fecha, en la que se le concedió una magistratura durante un periodo de cuatro años. Fue reelegido dos veces: estuvo en total 12 años dirigiendo las finanzas públicas. Se ocupó con un rigor absoluto de éstas, del ejército, y de la construcción de edificios públicos. Atenas le debe, entre otras cosas, el acondicionamiento del gimnasio del Liceo y del Teatro de Dioniso. Intentó exaltar el patriotismo del cuerpo cívico contra Macedonia.

## Obras
Se han conservado varias obras retóricas. Son los alegatos de las defensas pronunciadas en los procesos políticos (γραϕαί). Una gran parte son eisangelias (εἰσαγγελία), procedimientos excepcionales por alta traición.